# Proteína de unión a guanilato
En biología molecular, la familia de proteínas de unión a guanilato pertenece a la familia GTPasas  que son inducidas por interferón (IFN)-gamma. Junto a las otras familias de GTPasas, estas proteínas son cruciales en los mecanismos inmunológicos de defensa contra patógenos microbianos y virales. En general, las GTPases están clasificadas en tres grupos: las pequeñas GTPasas relacionadas con la inmunidad (IRG) de 47 KD, las proteínas Mx (MX1, MX2) y las grandes GTPasas de 65 a 67 KD.
Los genes que codifican la familia de proteínas de unión a guanilato (GBP) han sido universalmente reconocidos en mamíferos, así como en la mayoría de los demás genomas de vertebrados. En humanos se ha identificado un grupo de siete genes de GBP (GBP1-GBP7) localizados en el cromosoma 1q22.2. A diferencia de los humanos, en modelos de controlables genéticamente, como ratones y pez cebra, los miembros de la familia de genes GBP se organizan en más de un grupo, en este caso, 11 (Gbp2b-Gbp110 y 4 genes (Gbp1-Gbp4), respectivamente . Estudios de secuenciación relacionadas con GBPs han demostrado que gbp3 y gbp4 en pez cebra contienen dominios adicionales tales como función por encontrar (FIIND) y reclutamiento de caspasas (CARD) que se asemejan a los que se encuentran dentro de las proteínas relacionadas con inflamasomas.
Estructuralmente, las GBPs constan de dos dominios: un dominio N-terminal globular que alberga la función GTPasa y un dominio helicoidal C-terminal. Además, algunos miembros de la familia GBP albergan motivos (p. ej., motivos CaaX) o dominios adicionales que se cree que operan en interacciones proteína-proteína o proteína-membrana.
Algunas GBP han mostrado la capacidad de unirse no solo a guanosín trifosfato (GTP) para producir guanosín difosfato (GDP), sino también a GDP para producir guanosín monofosfato (GMP) con afinidad equimolar y alto valor intrínseco de tasas de hidrólisis. La relevancia fisiológica de la actividad de GDPasa de GBPs podría arrojar información importante para dilucidar el perfil específico de GBP frente a otras GTPasas inducidas por INF (p. ej., IRG).
La evidencia ha sugerido que los GBP juegan un papel importante en una variedad de enfermedades que van desde enfermedades infecciosas e inflamatorias metabólicas hasta el cáncer. Estudios más recientes han indicado que las GBP parecen ser un agente que perturba la integridad estructural de las bacterias, estimula la señalización del inflamasoma, forma complejos en las vesículas que contienen patógenos en las células infectadas y fomenta la autofagia y los mecanismos oxidativos que ayudan a eliminar los patógenos.
La GBP1 humana se secreta a partir de células sin la necesidad de un péptido líder y se ha demostrado que exhibe actividad antiviral contra el virus de la estomatitis vesicular y el virus de la encefalomiocarditis, además de poder regular la inhibición de la proliferación y la invasión de células endoteliales en respuesta a IFN -gamma.